# Trolebús (banda)
Trolebús es un grupo de rock urbano originario de la Ciudad de México. Surgió en 1985, en el contexto del crecimiento del rock cantado en español que tuvo su expansión durante los años ochenta en varios países latinoamericanos. Pese a que siempre ha sido una banda marginal (todos sus discos fueron publicados por sellos discográficos independientes), es considerada como una de las agrupaciones precursoras del llamado Rock Urbano y Rock Nacional. El nombre de “Trolebús” se debe a que en sus inicios, para poder ensayar, conectaban un cable al tendido de luz del alumbrado público para hacer sonar sus instrumentos

## Historia

### 1985-1988
La primera versión del Trolebús estuvo compuesta por Enrique Montes el “Pato", Fernando Moreno, Felipe Moreno, Choluis y Demex. Surgidos en 1985, su primera aparición fue dos meses después del terremoto de 1985 en un acto solidario en la explanada del Museo Nacional de Antropología para apoyar a los damnificados del mismo.
En 1987, publican su primer álbum: Trolebús en sentido contrario, apareció en formato vinilo bajo el sello independiente de Ediciones Pentagrama. La segunda edición corrió a cargo de Discos Ozono en 1988. La tercera , esta vez en casete y CD, la publicó Avanzada Metálica en 1991 y la cuarta en estos mismos formatos los publicó Discos Denver en 1996. La producción estuvo a cargo de Rodrigo de Oyarzábal con la dirección artística de Francisco Barrios "El Mastuerzo". La grabación fue realizada en los estudios La Cocina y Publiservicios de la Ciudad de México.
Con su álbum debut, el grupo casi de inmediato fue clasificado como exponente del Rock urbano por sus temáticas cotidianas y su sonido cercano al blues, rocanrol y a la canción rupestre. Algunos sencillos del disco fueron: Barata y descontón, Balada chilanga, País de los borrachos y Anzuelo, mismos que fueron emitidos a través de las emisoras Radio Educación, Espacio 59, Estéreo Joven y Radio Mexiquense. Estos colocaron a Trolebús en el gusto de un gran número de seguidores de rock mexicano de la Ciudad de México y sus alrededores. Luego del primer disco, el grupo se toma un descanso.

### Década de los 90
A inicios de los noventa Trolebús fue el primer grupo de rock mexicano en recibir una descalificación por parte de la arquidiócesis de México a través del arzobispo Ernesto Corripio Ahumada, quien hizo un llamado a la juventud para que se abstuviera de escuchar la música de este grupo.
Aunado a esto, la banda resurge luego de dos años de inactividad con una nueva formación: Choluis, Demex, Mao y Miguel Ordóñez. El sonido experimenta un cambio drástico como resultado de los nuevos integrantes y con esta formación ofrecen varios conciertos en provincia. En noviembre de 1992, se publica su segundo material: Urbanicidio. La primera edición salió en casete y CD con Avanzada Metálica y la segunda edición en Discos Denver en 1996.Fue producido por Omar Escalante con la dirección artística de Alejandro Cruickshank. Fue grabado en los estudios "Agua".
El álbum Urbanicidio tiene un sonido roquero, metalero, progresivo y funky. Choluis decidió que el sonido urbano del primer disco debía quedarse temporalmente en el taller y que ésta nueva agrupación debería sonar más enchufada a la nueva década. Las influencias y estilos de cada chofer de este nuevo Trolebús se fusionaron de forma rítmica, armónica y divertida, resultando un nuevo sonido con ambientes frescos, alucinados y por supuesto, libres de smog. Las letras son pequeños cuentos de misterio y humor. Donde se aparecen espectros, momias y personajes de leyendas que rolan por la ciudad en situaciones de aventura y urbano entretenimiento. En La momia de Guanajuato, el protagonista de la canción es perseguido por la policía y termina escondido en el viejo sarcófago de una momia que acaba salvándolo del apañón de la tira. Después, ambos, momia y fugitivo, lo festejan con una pachequeada nivel universitario. Anima es un metal-funk que describe las alucinaciones pre-mórtem de un alcohólico que cree tener unas fantásticas noches de parranda acompañado por la llorona. Noches de baile, embriaguez y sexo que finalmente lo llevan a la muerte amortajado por sus etílicas visiones. Polvo Blanco nos refiere las divertidas circunstancias de como un cargamento de droga de un cártel espectral, termina sepultado en un panteón y pone a bailar a todos los muertitos al ritmo de un funk fúnebre. Semen-terio es un grito desesperado que intenta detener los efectos de la poderosa máquina de seducción publicitaria que “pone caliente” a nuestro protagonista mientras el territorio mexicano padece el suplicio de los sexenios del terror gubernamental. Apocalapsus relata como las fuerzas divinas del bien son sometidas por los rigurosos poderes capitalistas que castigan a todo aquel que se atreva a soñar con un mundo mejor, mientras que las fuerzas malignas expanden sus negocios y poderes monetarios por cada rincón del planeta. Hígados calientes es la crónica metalera de un afortunado accidente que saca de la pobreza al dueño de un precario Volkswagen cuando se estrella con un rebaño de vacas en plena noche de Navidad. Estos son solo algunos ejemplos de lo que se puede escuchar en este álbum Urbanicidio. Todo esto contado y cantado con la narrativa prodigiosa, juvenil y rebelde que caracteriza al Choluis y la talentosa fusión musical de Miguel, Demex y Mao. 
Su tercer álbum Días Oxidados salió en octubre de 1993. La primera edición sólo apareció en casete con una agonizante Avanzada Metálica, pero dos años después, Discos Denver lo reedito en cinta y CD. La producción estuvo a cargo de Octavio Escalante con la dirección artística de Fernando Martínez del Campo. La grabación tuvo lugar en los estudios "Opus Audio".
En 1994 Miguel Ordóñez deja el grupo y el grupo inicia una etapa como trío. Participan activamente en los conciertos de solidaridad por Chiapas organizados por el colectivo "Serpiente Sobre Ruedas” meses después que aconteciera el Levantamiento zapatista. En 1995 graban su cuarto disco Delirium Trolems, publicado el 29 de marzo de 1996 en formato de casete inaugurando el sello "Raven Music". El disco fue una producción y dirección artística de Alejandro Cruickshank y grabado en los estudios "Agua". Posteriormente el disco fue reeditado en CD y casete porDiscos Denver.
En julio de 1999 Choluis deja el grupo para realizar estudios en el extranjero. Mientras tanto Mao y Demex incorporaron a Luis Cáceres “El Pollo” al bajo y desfilaron algunos vocalistas como Edmundo, el “Caver”, Juan y el “Alsex”, con este último lanzaron en el 2000 el quinto y último disco titulado La alcantarilla, bajo la producción de Octavio Aguilera y la dirección artística de Mao y Demex. La grabación se realizó en los estudios "Elite". El CD y casete fueron editados por Discos Denver. Ese mismo año ocurre la disolución del grupo.

### SigloXXI

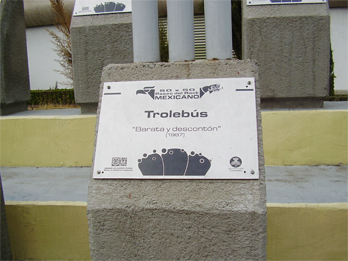
Placa conmemorativa de la canción "Barata y descontón" en el Paseo del Rock Mexicano, en el jardín Ramón López Velarde, de la CDMX.

En julio de 2006, la canción de Trolebús Barata y descontón fue incluida en la inauguración del 50×50 Paseo del Rock Mexicano, un espacio con 50 placas dedicadas a las 50 canciones más representativas del rock mexicano. Este acto tuvo la finalidad de reconocer la trayectoria de los principales grupos de rock en México, comenzando desde 1960 en orden cronológico. Las placas están ubicadas en el jardín Ramón López Velarde de la capital mexicana.
El 1 de diciembre de 2007, Trolebús reaparece inesperadamente con su segunda formación y ofrece un concierto en el Tianguis Cultural del Chopo, un espacio alternativo emblemático de la Ciudad de México para las culturas musicales subterráneas. El concierto fue un acontecimiento emotivo que reunió un gran número de jóvenes, sobre todo de nuevas generaciones. Por todos lados apuntaban cámaras, teléfonos celulares y grabadoras de video para registrar el momento. Luego del concierto, los cuatro músicos estuvieron dos hora firmando autógrafos, discos, camisetas, fotos e incluso guitarras. A partir de ese momento, la banda hizo algunos conciertos ocasionales. Algunos muy notables como el que tuvo lugar en el foro del Sindicato Rupestre en septiembre de 2018.
En 2020, durante la pandemia mundial del Covid-19, los integrantes de Trolebús colaboran en línea y publican en su canal de Youtube cuatro videos con la producción de Meteora Estudio. En 1922 Trolebús es invitado por Omar Salinas a colaborar en el documental "Que vibra el rock", con entrevistas y componiendo el tema principal del documental, cuya canción se titula "Serpiente sobre ruedas". La productora Cuatzi, ofrece a Trolebús la posibilidad de organiza un concierto, el cual se llevó a a cabo el 23 de septiembre de ese mismo año de 2022 en el foro "Circo Volador" de la Ciudad de México. En esta presentación, incorpora a un nuevo bajista. Se trata de Ernick Romero, quien también es integrante de las bandas "La Barranca", "Cohete" y "El Zapotal". El concierto fue grabado profesionalmente en video, y con el audio la productora Cuatzi produjo un nuevo álbum de Trolebús titulado "Vuelta en U". Esta grabación en vivo de Trolebús, salió al público en formato digital en 2024. En el canal oficial de Trolebús se están publicando varios videos de concierto.      
A partir de esta experiencia, Trolebús ha retomado la ruta de los conciertos, con el apoyo de un equipo humano y una infraestructura audiovisual financiados por Cuatzi. Actualmente está preparando una nueva producción discográfica, en los estudios Hormiguero de Ernick y Adolfo Romero. Las canciones de esta nueva producción se están publicando gradualmente en formato de sencillos y videos. En este año 2025 la productora Cuatzi y Trolebús están preparando la celebración de los 40 años desde la fundación de Trolebús, a través de una serie de eventos y publicaciones que pronto se irán anunciando en los canales y redes sociales oficiales de Trolebús.

### Letras
Su trabajo lírico es la principal aportación de la banda y fue lo que la diferenció de otras. Sus canciones cargadas de una narrativa picaresca callejera, atrajeron la atención del público y de la prensa musical mexicana. Las letras de sus canciones retratan pasajes de la vida cotidiana de las calles de la Ciudad de México, mostrando una gran habilidad para contar anécdotas, con expresiones del habla popular local de esa ciudad. Además del humorismo mordaz, en sus canciones, escuchamos una buena dosis de crítica social y sarcasmo para referirse a los grandes problemas de la ciudad: violencia, marginación, carestía, enajenación mediática, etcétera, los cuales, al día de hoy siguen presentes. En la lírica es notoria la influencia de un colectivo de cantautores mexicanos conocidos como el Movimiento Rupestre en donde participaron: Rockdrigo González, Roberto González, Rafael Catana, Roberto Ponce, Eblem Macari, etc., así como de otros artistas del canto nuevo y del rock mexicano de los años ochenta como Jaime López, Cecilia Toussaint, Marcial Alejandro, Alejandro Lora, Mama-Z, Botellita de Jerez o Guillermo Briseño. Otra influencia es la generación de escritores mexicanos de la llamada Literatura de la onda, como José Agustín, Parménides García Saldaña y Gustavo Sainz.

## Miembros

### Actuales
- Choluis - Voz, guitarra eléctrica y acústica.
- Mao – Guitarra eléctrica.
- Ernick Romero - Bajo.
- Demex - Batería.

### Anteriores
- Enrique Montes “Pato” – Voz y guitarra eléctrica (1985-1990).
- Fernando Moreno – Voz y guitarra eléctrica (1985-1988).
- Felipe Moreno – Bajo (1985-1988).
- Luis Cáceres “Pollo”– Bajo (1999-2000).
- “Alsex” - Voz (1999-2000).
- Juan - Voz (2000).
- Miguel Ordóñez - Bajo y arreglos (1990 -2021)

## Discografía
- 1987: Trolebús en sentido contrario
- 1992: Urbanicidio
- 1993: Días oxidados
- 1996: Delirium trolems
- 2000: La alcantarilla
- 2024: Vuelta en U